# کمیسیون‌های تخصصی مجلس شورای اسلامی

کمیسیون‌های تخصصی مجلس شورای اسلامی

کمیسیون‌های تخصصی مجلس شورای اسلامی، گروه‌هایی از نمایندگان هستند که با هدف بررسی تخصصی طرح‌ها و لوایح مطرح شده در مجلس ایران تشکیل می‌شوند.
برپایه اصل ۶۶ قانون اساسی جمهوری اسلامی ایران، تعداد کمیسیون‌ها و دوره تصدی نمایندگان در آنها در آیین‌نامه داخلی مجلس مشخص خواهد شد.
همچنین در اصل ۸۵ قانون اساسی آمده‌است:
 «... مجلس نمی‌تواند اختیار قانونگذاری را به شخص یا هیأتی واگذار کند ولی در موارد ضروری می‌تواند اختیار وضع بعضی از قوانین را با رعایت اصل هفتاد و دوم به کمیسیون‌های داخلی خود تفویض کند، در این صورت این قوانین در مدتی که مجلس تعیین می‌نماید به صورت آزمایشی اجرا می‌شود و تصویب نهایی آنها با مجلس خواهد بود. همچنین مجلس شورای اسلامی می‌تواند تصویب دایمی اساسنامه سازمانها، شرکتها، موُسسات دولتی یا وابسته به دولت را با رعایت اصل هفتاد و دوم به کمیسیون‌های ذیربط واگذار کند یا اجازه تصویب آنها را به دولت بدهد…»
به صورت معمول، طرح‌ها و لوایح مجلس ابتدا در کمیسیون‌های مربوط، مورد بررسی کارشناسی قرار می‌گیرد و در هنگام طرح در صحن علنی مجلس، نظر نهایی کمیسیون پرسیده و اعلام می‌شود.

## مقررات
بر اساس ماده ۳۸ آیین‌نامه داخلی مجلس شورای اسلامی، کمیسیون‌های این نهاد به دو دسته کمیسیون‌های خاص و کمیسیون‌های تخصصی با حیطه وظایف مشخص تقسیم می‌شوند. تعداد اعضای کمیسیون‌های تخصصی حداقل نوزده و حداکثر بیست و سه نفر است و تعداد اعضای کمیسیون‌های خاص طبق مواد (۳۹) تا (۴۴) آیین‌نامه داخلی مجلس تعیین می‌شود.

### وظایف و اختیارات
بر اساس ماده ۴۵ آیین‌نامه داخلی مجلس شورای اسلامی، هر یک از کمیسیون‌های تخصصی که بر اساس این آیین‌نامه تشکیل می‌شوند، در حوزه تخصصی خود دارای وظایف و اختیارات زیر هستند:
1. بررسی طرح‌ها و لوایح ارجاعی و گزارش آن به مجلس شورای اسلامی.
2. بررسی و تصویب آزمایشی طرح‌ها و لوایح و همچنین تصویب دائمی اساسنامه سازمان‌ها، شرکت‌ها و مؤسسات دولتی یا وابسته به دولت طبق اصل هشتاد و پنجم (۸۵) قانون اساسی.
3. رسیدگی به درخواست‌های تحقیق و تفحص.
4. رسیدگی به سؤال نمایندگان از رئیس‌جمهور و وزیران.
5. بررسی موارد ارجاعی از لوایح برنامه توسعه و بودجه سالانه و گزارش آن به کمیسیون تلفیق.
6. کسب اطلاع از کم و کیف اداره امور کشور، دریافت و بررسی گزارش‌های عملکردی و نظارتی از اجرای قوانین مربوط به دستگاه‌های ذی‌ربط.
7. تهیه گزارش موردی و سالانه در خصوص امور اجرایی دستگاه‌ها و نحوه اجرای قوانین به خصوص قانون برنامه توسعه و بودجه سالانه و ارایه نکات مثبت، منفی و پیشنهاد نحوه اصلاح آن و تقدیم گزارش به مجلس جهت قرائت.

## کمیسیون‌ها
در حال حاضر کمیسیون‌های مجلس شورای اسلامی در دو دسته کمیسیون‌های خاص و کمیسیون‌های تخصصی بر اساس مفاد آیین‌نامه داخلی تشکیل شده و به فعالیت می‌پردازند. نام و جزییات مربوط به این کمیسیون‌ها، در جدول‌هایی در ذیل آورده شده‌است.

### کمیسیون‌های خاص
| # | نام                               | جزییات | آیین‌نامه داخلی |
| - | --------------------------------- | --- | -------------- |
| ۱ | کمیسیون مشترک                     | برای طرح‌ها و لوایحی تشکیل می‌شود که به تشخیص هیئت رئیسه با دو یا چند کمیسیون ارتباط اساسی داشته باشد. تعداد اعضای کمیسیون مشترک بیست و سه نفر می‌باشد. سهم هر کمیسیون توسط هیئت رئیسه مجلس تعیین و انتخاب آنها توسط کمیسیون مربوطه انجام می‌شود.                                                                          | ماده ۳۹        |
| ۲ | کمیسیون ویژه                      | در مسائل مهم و استثنایی که برای کشور مطرح می‌شود به پیشنهاد حداقل پانزده نفر از نمایندگان و تصویب مجلس جهت بررسی و تهیه گزارش تشکیل می‌شود. پانزده عضو کمیسیون ویژه مستقیماً توسط نمایندگان با رأی مخفی با اکثریت نسبی در جلسه علنی انتخاب می‌شوند.                                                                        | ماده ۴۰        |
| ۳ | کمیسیون تلفیق                     | به منظور تنظیم اصول و مفاد برنامه‌های توسعه و لوایح بودجه کل کشور و ایجاد هماهنگی بین کمیسیون‌های تخصصی مجلس شورای اسلامی، پس از تقدیم لایحه مربوط از سوی دولت به مجلس، کمیسیون تلفیق مرکب از اعضای ذیل تشکیل می‌شوند: ۱) نُه نفر از کمیسیون برنامه و بودجه و محاسبات، ۲) سه نفر از کمیسیون‌های تخصصی دیگر.                 | ماده ۴۱        |
| ۴ | کمیسیون تحقیق                     | به منظور رسیدگی به اعتبارنامه‌هایی که مورد تأیید شعب قرار نگرفته یا مورد اعتراض نمایندگان باشند. هر شعبه موظف است پس از تعیین هیئت رئیسه خود، بلافاصله دو نفر از اعضای خود را که آگاهی بیشتری نسبت به مسایل حقوقی داشته و شایستگی لازم را دارند، به عنوان اعضای اصلی و علی‌البدل کمیسیون تحقیق انتخاب نماید.             | ماده ۴۲        |
| ۵ | کمیسیون آیین‌نامه داخلی مجلس       | طرح‌های مربوط به اصلاح آیین‌نامه داخلی مجلس را بررسی و نظر خود را برای استعلام به مجلس گزارش می‌کند. هر شعبه یک نفر از اعضای واجد شرایطش را انتخاب و معرفی می‌کند تا کمیسیون آیین‌نامه داخلی مجلس تشکیل گردد. | ماده ۴۳        |
| ۶ | کمیسیون اصل نودم (۹۰) قانون اساسی | به منظور ساماندهی و کارآمدسازی مجلس و نمایندگان به ویژه در خصوص طرز کار قوه مجریه، قضاییه و مجلس بر اساس اصول مختلف قانون اساسی جمهوری اسلامی ایران به ویژه اصل ۹۰. نحوه عضوگیری کمیسیون اصل نود بدین شرح است: ۱) یک نفر از هر کمیسیون تخصصی، ۲) هشت نفر نماینده به انتخاب روسای شعب و هیئت رئیسه به عنوان اعضای ثابت. | ماده ۴۴        |

### کمیسیون‌های تخصصی
| #  | نام                                          | جزییات | آیین‌نامه داخلی |
| -- | -------------------------------------------- | --- | -------------- |
| ۱  | کمیسیون آموزش، تحقیقات و فناوری              | به منظور انجام وظایف محوله در حوزه آموزش عمومی، آموزش فنی و حرفه‌ای، آموزش عالی، پژوهش و فناوری، بر اساس مقررات آیین‌نامه داخلی مجلس شورای اسلامی تشکیل می‌شود.                                  | ماده ۴۶        |
| ۲  | کمیسیون اجتماعی                              | برای انجام وظایف محوله در زمینه امور اداری و استخدامی، کار، اشتغال، روابط کار و تعاون با رعایت مفاد آیین‌نامه داخلی مجلس شورای اسلامی تشکیل می‌شود.                                             | ماده ۴۷        |
| ۳  | کمیسیون اقتصادی                              | برای انجام وظایف محوله در حوزه اقتصاد و دارایی، بازرگانی داخلی، بازرگانی خارجی با رعایت مفاد آیین‌نامه داخلی مجلس شورای اسلامی تشکیل می‌شود.                                                    | ماده ۴۸        |
| ۴  | کمیسیون امنیت ملی و سیاست خارجی              | برای انجام وظایف محوله در حوزه سیاست خارجی و روابط، دفاع، اطلاعات و امنیت با رعایت مفاد آیین‌نامه داخلی مجلس شورای اسلامی تشکیل می‌شود.                                                         | ماده ۴۹        |
| ۵  | کمیسیون انرژی                                | به منظور انجام وظایف محوله در حوزه‌های نفت، گاز، برق، سدها و نیروگاه‌های آبی و برقی، انرژی اتمی و انرژی‌های نو، بر اساس مقررات آیین‌نامه داخلی مجلس شورای اسلامی تشکیل می‌شود.                     | ماده ۵۰        |
| ۶  | کمیسیون برنامه و بودجه و محاسبات             | برای انجام وظایف محوله در حوزه برنامه، بودجه، نظارت برنامه و بودجه و دیوان محاسبات و امور مالی مجلس و آمار و خدمات عمومی فنی با رعایت مفاد آیین‌نامه داخلی مجلس شورای اسلامی تشکیل می‌شود.      | ماده ۵۱        |
| ۷  | کمیسیون بهداشت و درمان                       | برای انجام وظایف محوله در حوزه‌های بهداشت، درمان، امداد، بهزیستی، تأمین اجتماعی و بیمه‌های اجتماعی و هلال احمر با رعایت مفاد و مقررات آیین‌نامه داخلی مجلس شورای اسلامی تشکیل می‌شود.             | ماده ۵۲        |
| ۸  | کمیسیون امور داخلی کشور و شوراها             | برای انجام وظایف محوله در حوزه سیاست داخلی، شوراها، امور غیر عمرانی شهرداری‌ها و ثبت احوال با رعایت مفاد آیین‌نامه داخلی مجلس شورای اسلامی تشکیل می‌شود.                                         | ماده ۵۳        |
| ۹  | کمیسیون صنایع و معادن                        | برای انجام وظایف محوله در حوزه‌های صنایع، پست، مخابرات، معادن، پتروشیمی، صنایع هوافضا و ارتباطات با رعایت مفاد آیین‌نامه داخلی مجلس شورای اسلامی تشکیل می‌شود.                                   | ماده ۵۴        |
| ۱۰ | کمیسیون عمران                                | بر اساس مفاد آیین‌نامه داخلی مجلس شورای اسلامی برای انجام وظایف محوله در حوزه‌های راه و ترابری، مسکن، عمران شهری و عمران روستایی و امور عمرانی شهرداری‌ها و دهیاری‌ها تشکیل می‌شود.                | ماده ۵۵        |
| ۱۱ | کمیسیون فرهنگی                               | به منظور انجام وظایف محوله در حوزه فرهنگ و هنر، ارشاد و تبلیغات، صدا و سیما و ارتباطات جمعی، تربیت بدنی و جوانان و زنان و خانواده، بر اساس مفاد آیین‌نامه داخلی مجلس شورای اسلامی تشکیل می‌شود. | ماده ۵۶        |
| ۱۲ | کمیسیون قضایی و حقوقی                        | برای انجام وظایف محوله در حوزه قضایی و حقوقی با رعایت مفاد آیین‌نامه داخلی مجلس شورای اسلامی تشکیل می‌شود.                                                                                      | ماده ۵۷        |
| ۱۳ | کمیسیون کشاورزی، آب، منابع طبیعی و محیط زیست | به منظور انجام وظایف محوله در زمینه کشاورزی، منابع آب، دام و طیور، شیلات، محیط زیست و هواشناسی، بر اساس مفاد آیین‌نامه داخلی مجلس شورای اسلامی تشکیل می‌شود.                                    | ماده ۵۸        |